# Möbius-resistor
En Möbius-resistor eller Möbius-modstand er en elektronisk komponent lavet af to elektrisk ledende overflader separeret af et dielektrisk materiale, vredet 180° og forbundet til at være et Möbiusbånd. Den er en resistor som næsten ikke har selvinduktion, hvilket betyder at den virker som en modstand uden at yde magnetisk interferens på samme tid.

## Patenter
- U.S. Patent 4.599.586 , Möbius capacitor
- U.S. Patent 3.267.406 , Non-inductive electrical resistor
- U.S. Patent 6.611.412 , Apparatus and method for minimizing electromagnetic emissions of technical emitters Dietrich Reichwein